# Dasymys alleni
Dasymys alleni is een knaagdier uit het geslacht Dasymys dat voorkomt op Mount Rungwe in Zuidoost-Tanzania en in de bergen van het oosten van Congo-Kinshasa van Kivu tot Kalemi. Deze soort wordt meestal als een vorm van Dasymys incomtus gezien, maar werd in 2003 op basis van genetische en morfometrische gegevens weer als een aparte soort erkend. In een andere morfometrische studie van het geslacht, uit 2004, werd deze soort echter tot D. rufulus gerekend.